# XIIe législature de la Troisième République française
La XIIe législature de la IIIe République est un cycle parlementaire qui s'ouvre le 18 décembre 1919 et se termine le 31 mai 1924.
Elle est issue des élections législatives de 1919 où le Bloc national (FR-ARD-RI-ALP) remporte une large majorité des sièges.

## Composition de l'exécutif
Président de la République : 
- Raymond Poincaré (1913-1920)
- Paul Deschanel (1920-1920)
- Alexandre Millerand (1920-1924)

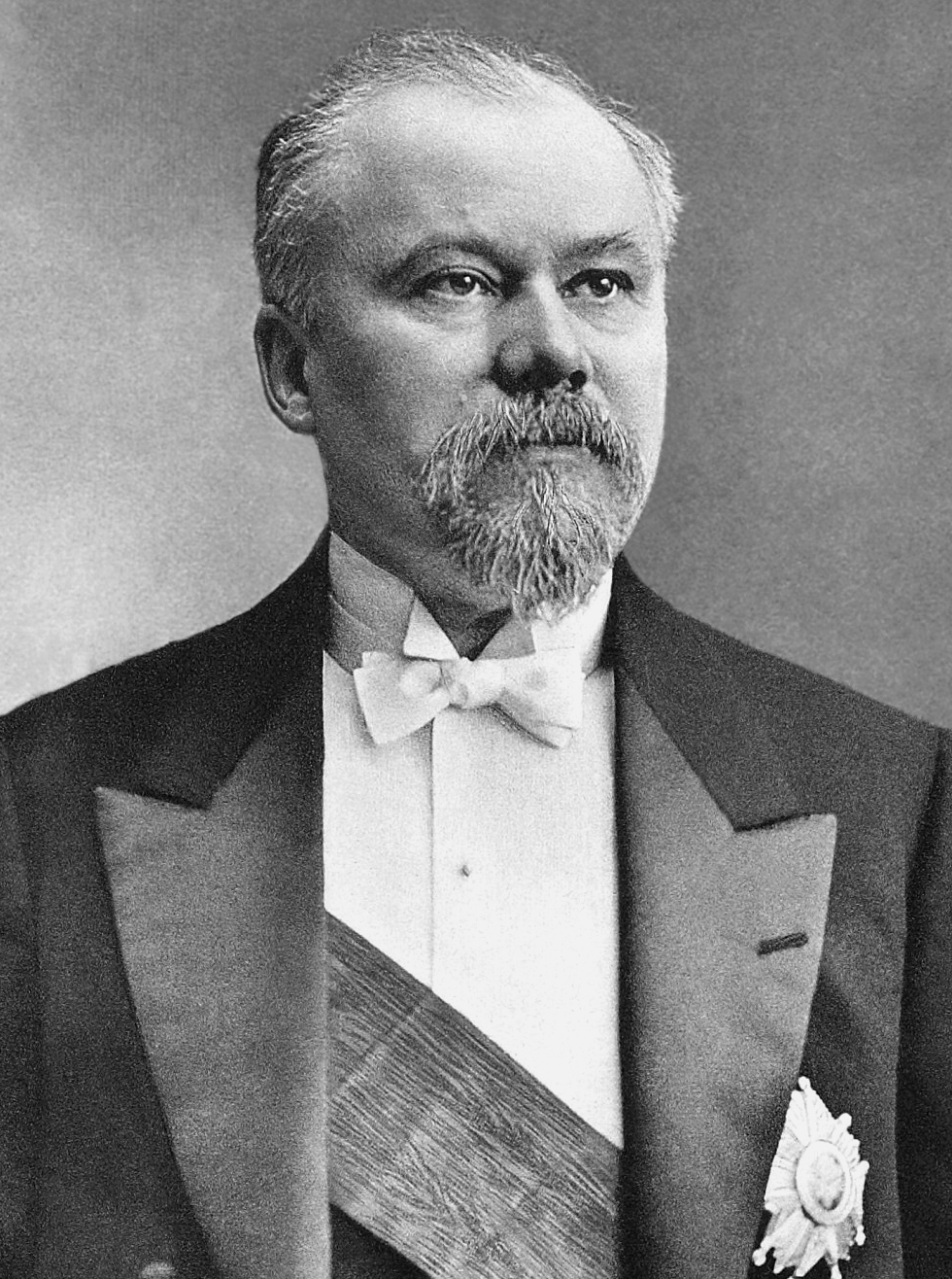
Raymond Poincaré
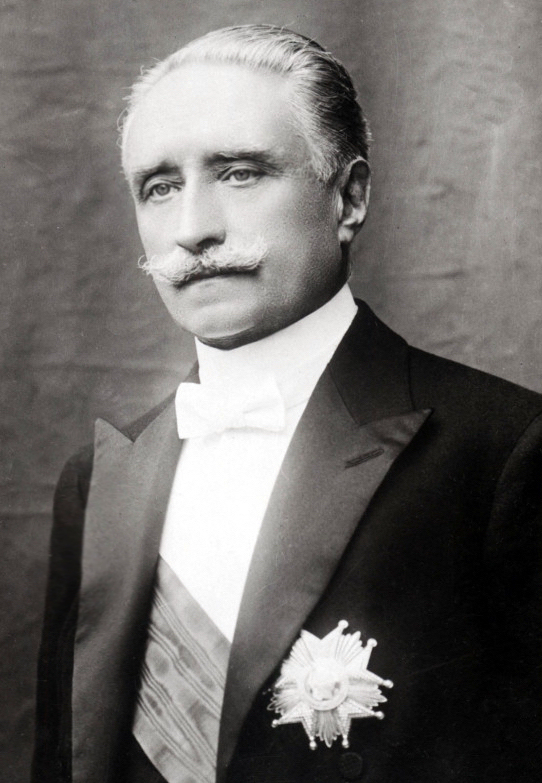
Paul Deschanel
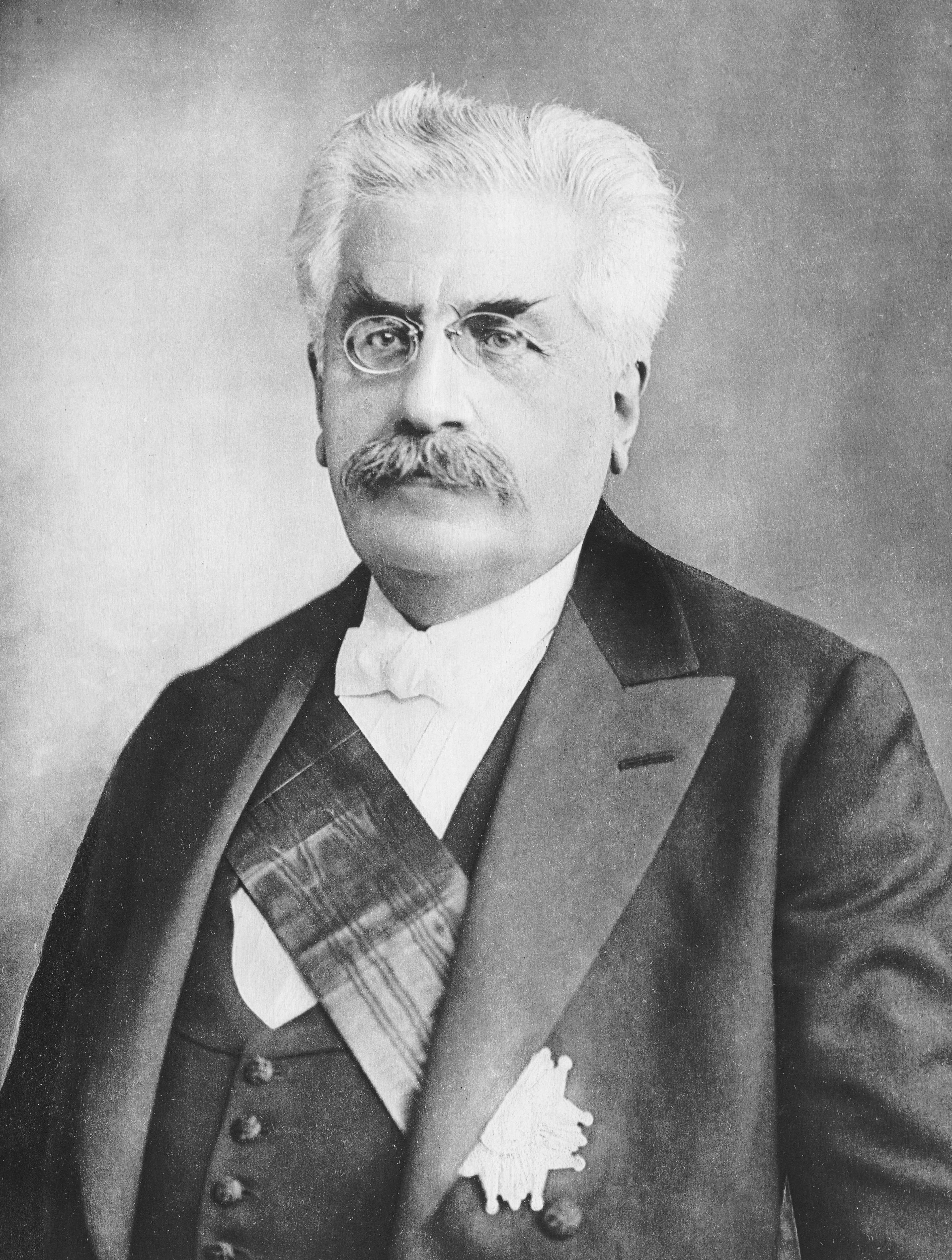
Alexandre Millerand

Président de la Chambre des députés : 
- Paul Deschanel (1912-1920)
- Raoul Péret (1920-1924)

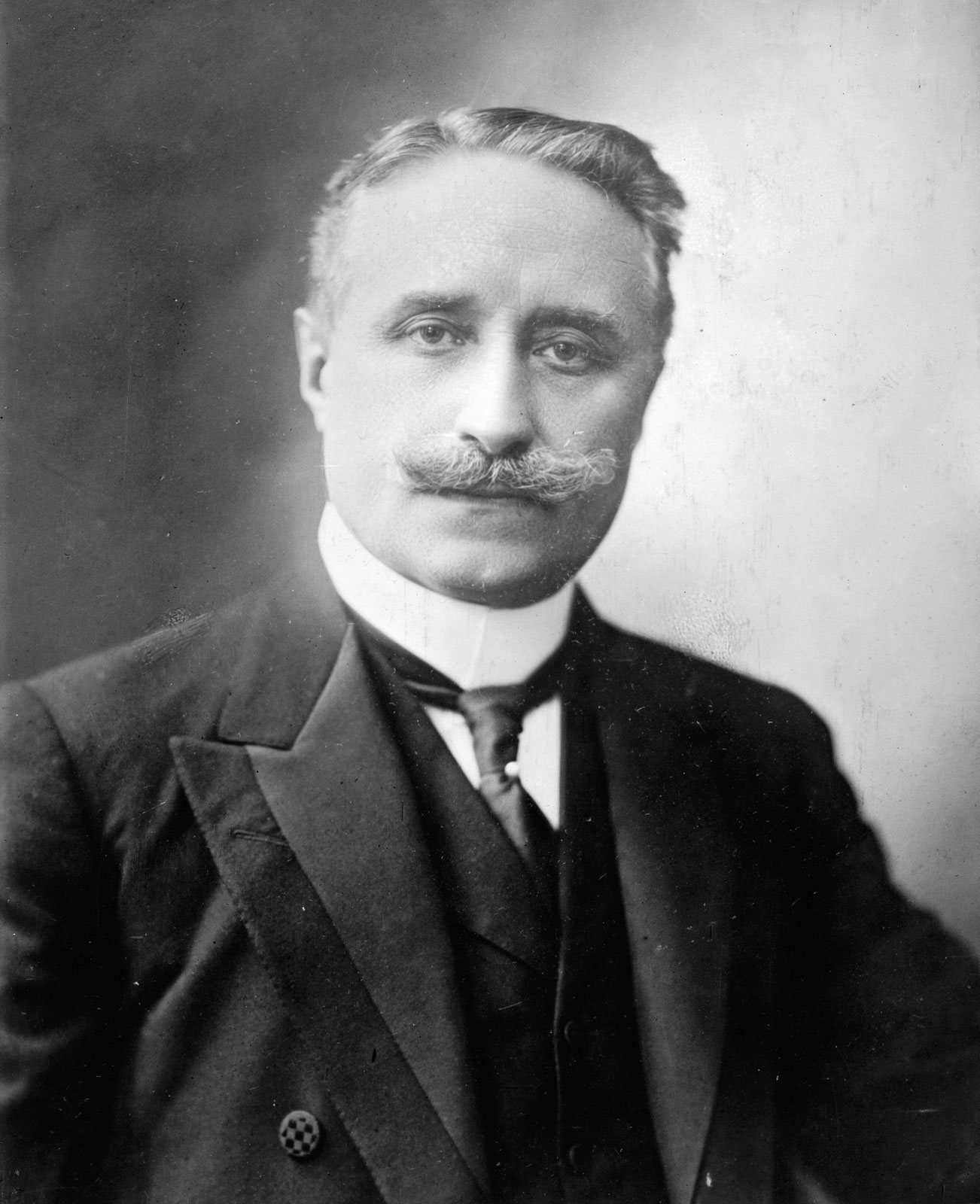
Paul Deschanel
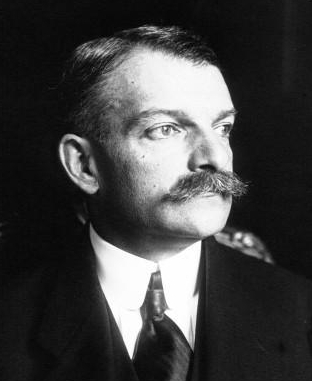
Raoul Péret

### Gouvernements successifs
| Gouvernement | Gouvernement | Gouvernement                                                | Dates (Durée)                                                  | Parti(s)                                                | Président du Conseil | Composition initiale                    |
| ------------ | ------------ | ----------------------------------------------------------- | -------------------------------------------------------------- | ------------------------------------------------------- | -------------------- | --------------------------------------- |
| 1            |              | Clemenceau II                                               | du 16 novembre 1917 au 18 janvier 1920 (2 ans et 63 jours)     | Bloc national (ARD, FR, ALP, LJR, RI)                   | Georges Clemenceau   | 14 ministres 18 sous-secrétaires d'État |
| 2            |              | Millerand I                                                 | du 20 janvier 1920 au 18 février 1920 (29 jours)               | Bloc national (ARD, FR, ALP, LJR, RI)                   | Alexandre Millerand  | 15 ministres 10 sous-secrétaires d'État |
| 2            | Millerand II | du 18 février 1920 au 23 septembre 1920 (7 mois et 5 jours) | 15 ministres 11 sous-secrétaires d'État                        | Bloc national (ARD, FR, ALP, LJR, RI)                   | Alexandre Millerand  |                                         |
| 3            |              | Leygues                                                     | du 24 septembre 1920 au 7 janvier 1921 (3 mois et 14 jours)    | Bloc national (ARD, FR, ALP, LJR, RI)                   | Georges Leygues      | 15 ministres 11 sous-secrétaires d'État |
| 4            |              | Briand VII                                                  | du 16 janvier 1921 au 12 janvier 1922 (11 mois et 27 jours)    | Bloc national (ARD, FR, ALP, LJR, RI, dissidents PRRRS) | Aristide Briand      | 15 ministres 7 sous-secrétaires d'État  |
| 5            |              | Poincaré II                                                 | du 15 janvier 1922 au 29 mars 1924 (2 ans, 2 mois et 14 jours) | Bloc national (ARD, FR, ALP, LJR, RI, dissidents PRRRS) | Raymond Poincaré     | 14 ministres 4 sous-secrétaires d'État  |

## Composition de la Chambre des députés
| Groupe parlementaire               | Groupe parlementaire               | Groupe parlementaire                | Députés |  |
| Groupe parlementaire               | Groupe parlementaire               | Groupe parlementaire                | Total   |  |
| ---------------------------------- | ---------------------------------- | ----------------------------------- | ------- |  |
|                                    | PS                                 | Parti socialiste                    | 68      |  |
|                                    | RS                                 | Républicain socialiste              | 26      |  |
|                                    | PRRS                               | Parti radical et radical-socialiste | 86      |  |
|                                    | GRD                                | Gauche républicaine démocratique    | 93      |  |
|                                    | ARS                                | Action républicaine et sociale      | 61      |  |
|                                    | RG                                 | Républicains de gauche              | 46      |  |
|                                    | ERD                                | Entente républicaine démocratique   | 183     |  |
|                                    | INDEP                              | Indépendants de droite              | 29      |  |
|                                    |                                    |                                     |         |  |
| Total de députés membre de groupes | Total de députés membre de groupes | Total de députés membre de groupes  | 592     |  |
|                                    | Députés non-inscrits               | Députés non-inscrits                | 21      |  |
|                                    |                                    |                                     |         |  |
| Total des sièges pourvus           | Total des sièges pourvus           | Total des sièges pourvus            | 613     |  |